# كاريس ثنائي الشوك
كاريس ثنائي الشوك (الاسم العلمي: Carissa bispinosa) هي نوع نباتي يتبع جنس الكاريس من فصيلة الدفلية.